# Каптагаев, Мухтар
Мухтар Каптагаев — советский хозяйственный, государственный и политический деятель.

## Биография
Родился в 1909 году в ауле № 19 Жарминского района. Член ВКП(б) с 1949 года.
С 1929 года — на хозяйственной, общественной и политической работе. В 1929—1954 гг. — подсобный рабочий, кочегар, машинист паровоза депо станции Матай Туркестано-Сибирской железной дороги, инициатор соревнования среди паровозников Туркестано-Сибирской железной дороги за увеличение пробега паровозов до пятисот и более километров в сутки.
За разработку и внедрение нового стахановского метода труда на железнодорожном транспорте (движение машинистов-пятисотников) был в составе коллектива удостоен Сталинской премии 3-й степени.
Избирался депутатом Верховного Совета СССР 3-го созыва.